# Kwatisuchus
Kwatisuchus — рід вимерлих земноводних ряду темноспондилів родини Benthosuchidae. Виявлений у формації Санга-ду-Кабрал у муніципалітеті Розаріу-ду-Сул у штаті Ріу-Гранді-ду-Сул на півдні Бразилії. Формація відноситься до раннього тріасового періоду, віком 251—247 млн років.

## Історія вивчення
Рештки амфібії були виявлені на ділянці Гранья-Палмейрас у відкладеннях формації Санга-ду-Кабрал. Голотип включав лише добре збережений неповний череп. Разом з ним були виявлені залишки (переважно невизначені) риб, темноснодилів, проколофонідів, архозавроморфів та можливих синапсидів. Зразок містить ознаки посмертного переміщення та впливу.

## Назва
Родова назва Kwatisuchus походить зі слів мовою тупі «kwa 'tim», що означає «гострий ніс» і грецького «зухус», що означає «крокодил». Назва виду rosai дана на честь бразильського вченого Атіли А. Сток Да-Рози.